# Atypophthalmus pendleburyi
Atypophthalmus pendleburyi är en tvåvingeart som först beskrevs av Edwards 1928.  Atypophthalmus pendleburyi ingår i släktet Atypophthalmus och familjen småharkrankar. Inga underarter finns listade i Catalogue of Life.